# The Very Best of Lou Reed
| Recensione | Giudizio |
| ---------- | -------- |
| AllMusic   | [ 1 ]    |

The Very Best of Lou Reed  è un album raccolta di Lou Reed, pubblicato nel 2000.

## Tracce
1. Perfect Day
2. Walk on the Wild Side
3. Vicious
4. Rock and Roll Heart
5. The Gun
6. I Love You, Suzanne
7. Caroline Says II
8. Men of Good Fortune
9. My Friend George
10. Lisa Says
11. I Want to Boogie with You
12. Ocean
13. The Last Shot
14. I Wanna be Black
15. Sally Can't Dance
16. Coney Island Baby
17. Berlin
18. Satellite of Love